# 陈庭仲
陈庭仲（1997年4月25日—）是一名越南足球运动员，司职后卫，效力于越南甲级联赛俱乐部Bình Định和越南国家足球队。  

## 荣誉
西贡
- 越南乙级联赛 : 2015

河内
- 越南甲级联赛：2018，2019 ；亚军： 2020
- 越南国家杯: 2019, 2020
- 越南超级杯: 2019, 2020, 2021

越南 U23
- 亚足联U-23锦标赛亚军：2018

越南
- 东南亚足球锦标赛: 2018

个人
- 东南亚足球锦标赛最佳十一人： 2018